# Magnioursilita
La magnioursilita és un mineral de la classe dels silicats que rep el nom de la seva composició química.

## Característiques
La magnioursilita és un nesosilicat de fórmula química Mg₄(UO₂)₄(Si₂O₅)₅(OH)₆·20H₂O. Forma una sèrie de solució sòlida amb la calcioursilita.

## Formació i jaciments
Va ser descoberta al dipòsit d'urani d'Oktyabr'skoye, a la localitat de Kyzyltyube-Sai, dins el districte de Khodzhent (Província de Sughd, Tadjikistan), sent l'únic indret de tot el planeta on ha estat descrita aquesta espècie mineral.